# Șaru Dornei
Șaru Dornei là một xã thuộc hạt Suceava, România. Dân số thời điểm năm 2002 là 4327 người.